# Fédération malienne de sports pour personnes handicapées
La Fédération malienne de sports pour personnes handicapées, créée en juillet 1994 a pour mission l'insertion sociale des personnes handicapées à travers le sport. Elle est affiliée à la Confédération africaine des sports pour personnes handicapées et au Comité international paralympique. 